# Kaj Nordin
Kaj Håkan Nordin, tidigare Vuokila och Engström, född 8 augusti 1971 i Rämmens församling i Värmlands län, är en svensk bandyspelare som spelat i Lesjöfors IF, IF Boltic, BS BolticGöta, Falu BS BK och Slottsbrons IF. Nordin var mest känd för sin graciösa åkstil och sitt fruktade, välplacerade skott från vänsterkanten, framförallt på hörnor.
Till meriterna hör ett SM-guld samt två guldmedaljer från World Cup i bandy. De tre utmärkelserna togs genom spel i IF Boltic.
Han hette tidigare Kaj Engström.